# Bhatapara
Bhatapara là một thành phố và khu đô thị của quận Raipur thuộc bang Chhattisgarh, Ấn Độ.

## Địa lý
Bhatapara có vị trí 21°44′B 81°56′Đ / 21,73°B 81,93°Đ Nó có độ cao trung bình là 261 mét (856 foot).

## Nhân khẩu
Theo điều tra dân số năm 2001 của Ấn Độ, Bhatapara có dân số 50.080 người. Phái nam chiếm 51% tổng số dân và phái nữ chiếm 49%. Bhatapara có tỷ lệ 65% biết đọc biết viết, cao hơn tỷ lệ trung bình toàn quốc là 59,5%: tỷ lệ cho phái nam là 74%, và tỷ lệ cho phái nữ là 55%. Tại Bhatapara, 15% dân số nhỏ hơn 6 tuổi.